# پاتریک رفتر
پاتریک رفتر (انگلیسی: Patrick Rafter؛ زاده ۲۸ دسامبر ۱۹۷۲) یک تنیس‌باز اهل استرالیا است.